# O Messias de Cesar (livro)
O Messias de César (Caesar’s Messiah) é um livro de 2005 de Joseph Atwill, que argumenta que os Evangelhos do Novo Testamento foram escritos como propaganda de guerra por estudiosos ligados à corte imperial romana dos imperadores flavianos: Vespasiano, Tito e Domiciano. Segundo Atwill, seu principal objetivo na criação da religião era controlar a propagação do judaísmo e moderar sua virulência política. Os zelotes nacionalistas judeus haviam sido derrotados na Primeira Guerra Judaico-Romana de 70 dC, mas o judaísmo permaneceu um movimento influente em toda a região do Mediterrâneo. Atwill argumenta que o personagem bíblico Jesus Cristo é uma representação tipológica do imperador romano Tito.
A teoria de Atwill contradiz a visão histórica dominante, que, embora os Evangelhos incluam muitos elementos míticos ou lendários, essas são elaborações religiosas adicionadas à biografia de um Jesus histórico que viveu na Palestina Romana do século I (Judéia), foi batizado por João Batista e foi crucificado pela ordem do prefeito romano Pôncio Pilatos.

## Cristãos Flavianos do século I?
Algumas fontes sustentariam, segundo Atwill, que a família flaviana se interessou muito cedo pelo cristianismo. Dizem que vários deles se converteram à religião, incluindo o sobrinho de Vespasiano, Tito Flávio Clemente e sua esposa Flavia Domitila. De acordo com os lendários Atos dos Santos Nereu e Aquileu do século VI, o Papa Clemente I era filho de Tito Flavio Sabino, cônsul 82. Na Primeira Epístola de Clemente, a epístola de Clemente aos cristãos de Corinto, Atwill argumentou, o Papa Clemente se descreve como um prefeito romano, dando ordens a seus soldados que ele espera que sejam obedecidas (1 Clem. 37: 2-3 ). Atwill especula que Santa Verônica pode ser a mesma pessoa que Berenice, amante do imperador Titus, mas Gary Carson disse que a evidência mais antiga do culto a Veronica data do século IV.
Com base no pressuposto de que pelo menos algumas dessas informações, se não todas, que ligariam os flavianos ao cristianismo primitivo estão corretas, Atwill ressalta que essas primeiras conexões são muito difíceis de explicar se o cristianismo era um movimento popular de origem originária da Judéia. Ele disse que os sacramentos da igreja cristã primitiva, seu Colégio de Bispos e o título de seu líder (o pontífice) eram todos baseados nas tradições romana, e não judaica. Acharya S ( DM Murdock), em uma revisão do trabalho de Atwill, disse que esses flavianos eram crestianos, não cristãos; e que os crestianos eram apenas uma das várias seitas que foram incorporadas ao cristianismo romano posterior.

## Representação tipológica do imperador Tito nos evangelhos
As histórias do Antigo Testamento costumam ecoar no Novo Testamento, em um relacionamento no qual o modelo do Antigo Testamento é chamado de "tipo" e a reprise do Novo Testamento é chamada de "antítipo". O estudo desses tipos e antítipos é chamado de tipologia. Atwill afirma que relacionamentos tipológicos semelhantes unem os Evangelhos e as obras de Flavio Josefo.
Atwill observa que, de acordo com a escola preterista de interpretação bíblica, as profecias de Jesus e Daniel foram cumpridas pela destruição de Jerusalém em 70 dC. Ele sugere que isso é evidência de que os evangelhos (incluindo as profecias da vinda do Filho do homem) foram realmente escritos após a guerra judaica, e que os evangelhos podem ser interpretados ironicamente como predição de que Tito é o antecipado 'Filho do Homem'. '
Além disso, ele argumenta que a missão de Jesus antecipa a campanha militar de Tito, na Judeia. De acordo com Atwill, isso indica que os autores do Evangelho queria sinalizar que o personagem Jesus Cristo, como o cumprimento das profecias messiânicas das escrituras hebraicas, era uma representação de Tito Flavio.
Os Zelotes e Sicários também estavam esperando um messias, mas espera-se que o seu herói iria derrotar os Romanos. Em vez disso, como descrito nos Evangelhos, Jesus foi altamente crítico do sacerdócio Judaico, e os Judeus foram acusados de matar o Messias, de acordo com os textos do Evangelho. Além disso, Atwill diz que a narrativa de Josefo em A Guerra dos Judeus é construído em torno da idéia de que a profecia de Daniel foi cumprida por Tito na conquista de Jerusalém e a destruição do Segundo Templo. Atwill vê isso como uma ironica justaposição de eventos, como Tito Flavio destruiu o Templo e conquistou Jerusalém, e virou-se para os Romanos.
O miticista - defensor da teoria do mito de Jesus - estudioso bíblico Robert M. Price disse sobre Atwill que a conquista de Tito foi o cumprimento de Jesus previsão da queda de Jerusalém, foi "uma das mais atraente sugestões de Atwill". Ele concordou que os Evangelhos foram baseados em Josefo, mas disse que o "Filho do Homem" refere-se à humanidade em geral.

## Visão satírica de Josefo do Cristianismo
O debate sobre o conhecimento de Josefo do Cristianismo tem-se centrado em duas explícitas passagens de Antiguidades dos Judaicas: o "Testimonium Flavianum" (Ant. 18.3) e uma passagem que menciona Tiago como irmão de Jesus (Ant. 20.9). Atwill argumenta que, além das breves passagens, Josefo escreveu várias sátiras viciosas da narrativa do Evangelho e da fé cristã, indicando que ele foi muito bem familiarizados com os seus princípios, mas também desdenhoso.
O primeiro ocorre em Guerras Judaicas 3.10, onde Josefo descreve um ataque de Tito contra rebeldes judeus (liderados por um homem chamado Jesus) no lago de Gennesare, no qual os rebeldes são afogados e lancetados como peixes. O mar da Galiléia (outro termo para o lago de Gennesare) é o lago onde Jesus disse a seus discípulos que eles se tornariam "pescadores de homens" em Lucas 3:21. Josefo descreve enigmaticamente o lago de Gennesare como "uma veia do Nilo" onde crescem os "peixes coracinos". "Corazim" era uma cidade rebelde da Galiléia, amaldiçoada por Jesus em Mateus 11:21. Atwill argumenta que os dois eventos, ambos construídos no tropo "pescadores de homens", devem ser lidos juntos para entender o significado satírico dos autores.
Em Guerras 4.7, o líder rebelde João é descrito como tendo uma espécie de inflamação ou enfermidade. O seu partido conhece Vespasiano em Gadara, onde os rebeldes são levados para o Rio Jordão. A passagem contem densos paralelos verbais ao Evangelho na descrição de Jesus expulsando os demônios na terra do Gadarenos, que contém uma legião de espíritos imundos que entrar no rebanho de animais da espécie suína e, em seguida, afogar-se no mar. De acordo com Josefo, os Romanos capturaram um "poderoso presa' de gado, mas não porcos. Atwill conjecturas que não houve suína capturado, porque eles tinham todos corrido para o rio.
As narrativas do Evangelho de Lucas 10: 38-42 e João 12: 2-3 descrevem um jantar logo após Lázaro ressuscitar dos mortos. "Eles fizeram uma ceia para ele", diz João, e "Maria escolheu a parte boa". Atwill vê isso como um macabro canibalismo de duplo sentido e um paralelo à Guerra 6.3, na qual Josefo descreve uma mulher chamada Maria que é atingida pela fome. Ela assa seu filho bebê como se ele fosse um cordeiro pascal, comendo metade dele e poupando "uma porção muito boa" para ser comida mais tarde. "Venha, coma desta comida", diz ela, em palavras que (Atwill argumenta) são uma reminiscência da eucaristia católica.
Guerras 6.5 descreve o destino de um certo Jesus, o filho de Ananos. Este Jesus chora "Uma voz do oriente, uma voz do ocidente, uma voz dos quatro ventos, de uma voz contra Jerusalém e o santo de casa, uma voz contra o noivos e as noivas, e uma voz contra todo esse povo!" Não importa o quão severamente açoitados, a este Jesus, simplesmente se repete de novo e de novo, "Ai, ai de Jerusalém." Finalmente, ele diz, "ai de mim", e ele é morto por uma pedra da artilharia romana. Nessas passagens, Atwill vê uma paródia dos ditos de Jesus em Mateus 23:13-33, 24:27-25:1 e Lucas 11:43-52.
Atwill afirma ter descoberto outra sátira nos evangelhos e em Josefo, que ele chama de "nova raiz e ramo". Atwill escreveu: "O objetivo desta sátira em particular é documentar que a 'raiz' e o 'ramo' da linhagem messiânica judaica foram destruídos e que uma linhagem romana foi 'enxertada' em seu lugar".
O miticista Richard Carrier analisou todos esses supostos paralelos e afirmou que eles podem ser explicados como coincidências, erros de tradução ou referências a fontes ou tropos do Antigo Testamento.

## O Testimonium Flavianum e o enigma Decius Mundus
Atwill argumenta (ao contrário do que muitos estudiosos) que o Testimonium Flavianum (Ant. 18.3) é verdadeiro, porque ele a vê como a introdução de uma literário tríptico. Imediatamente após o Testimonium Flavianum é a história de Decius Mundus, que pretende ser o deus Anubis, para enganar uma mulher chamada Paulina a ter relações sexuais. Atwill vê Decius' nome como um trocadilho Públio Décio Mus, um heroi sacrificial da República Romana. Como a história continua, Saturnino, de Paulina marido  concorda que não seria nenhum pecado para Paulina a ter relações sexuais com um deus. Então, Paulina e Decius Mundus dormem juntos, mas Mundus retorna no terceiro dia para gabar-se de que ele não é um deus. Atwill argumenta que o retorno é uma paródia da ressurreição de Jesus, e que seus adoradores Paulina e Saturnino, obviamente, tinham sido enganado.
Albert Bell, em seu artigo "Josefo o Humorista?", especula que a natureza satírica da história de Decius Mundus era entendido no século IV. De acordo com Bell, o autor de pseudo-Hegésipo pode ter sido elaborado sobre a tal piada fazendo Paulina, possivelmente, tornar-se grávida por Anubis, fazendo com que ela paródia da Virgem Maria.

## Autor
Quando jovem, Joseph Atwill estudou grego, latim e a Bíblia em St. Mary's Military Academy, um escola Jesuíta no Japão. Na faculdade ele estudou ciência da computação, e foi co-fundador de uma série de empresas de software, incluindo Ferguson Tool Company e ASNA. Depois de 1995, ele voltou para estudos Bíblicos. Trabalhando com Robert Eisenman, ele foi o autor de um documento sobre a datação por radiocarbono dos Pergaminhos do Mar Morto. Em 2014, Atwill auto-publicou um outro livro, de Shakespeare Segredo Messias.

## Publicação e marketing
Em 2006, Caesar's Messiah, foi publicado pela Ulysses Press. O livro tem uma recomendação de Robert Eisenman, que escreveu: "Desafiador e provocativo... Se o que José Atwill está dizendo é apenas parcialmente verdadeiro, estamos olhando para o abismo". O trabalho também foi endossada pela Rod Blackhirst e Jan Koster. Em uma revisão de Atwill no Village Voice, Eisenman explicou ao repórter Edmund Newton que ele acreditava que os textos do Evangelho eram "sobre-escrito" para dar-lhes uma  inclinação pro-Romana. Com suas descobertas, "Atwill pode ter levado um passo em frente." Em 2008, o livro foi publicado em alemão como Das Messias Raetsel,, que recebeu várias críticas nos principais publicações alemãs. Em 2012, o livro foi usado como base para um filme do diretor Fritz Heede e produtor Nijole Sparkis, com entrevistas com Atwill, Eisenman, Kenneth Humphreys, Timothy Freke e Dorothy Murdock (Acharya S).
Em 2013, a conferência "Covert Messiah" foi organizada em Londres para discutir o filme e a tese do livro. A conferência atraiu um interesse significativo, mas também uma crítica de Richard Carrier. Atwill postou uma resposta para Carrier em seu site.
Atwill em 2014 lança o livro de Shakespeare's Secret Messiah ampliou a tese de autoria romana do Novo Testamento, para sugerir que as epístolas Paulinas e Revelação foram escritas, durante ou após o reinado de Domiciano.

## Recepção
O miticista e estudioso bíblico Robert M. Price disse que Atwill "se dá licença para se entregar à mais ultrajante demonstração de paralelomania já vista". Price reconhece que o Novo Testamento tem "tendências pró-romanas persistentes", mas diz que isso foi feito "por razões apologéticas, para evitar perseguições". O miticista Richard Carrier também afirmou que todos os supostos paralelos de Atwill podem ser explicados como coincidências, erros de tradução ou referências a fontes ou tropos do Antigo Testamento. No entanto, Carrier também concordou que o Novo Testamento tem aspectos pró-romanos. De acordo com Carrier, "o cristianismo   foi provavelmente construído para desviar a hostilidade e a agressividade judaica para uma religião pacifista, que apóia e é subserviente ao domínio romano', mas não pelos romanos, mas pelos judeus exasperados como Paulo".
O estudioso bíblico Bart Ehrman disse: "eu sei de alunos do segundo ano na faculdade que poderia rasgar isso ... em pedaços" e apontou que Atwill "não tem formação em qualquer campo relevante."